# Probopyrus borrei
Probopyrus borrei är en kräftdjursart som först beskrevs av Giard och Bonnier1888.  Probopyrus borrei ingår i släktet Probopyrus och familjen Bopyridae. Inga underarter finns listade i Catalogue of Life.